# Villar de Plasencia (kommunhuvudort)
Villar de Plasencia är en kommunhuvudort i Spanien.   Den ligger i provinsen Provincia de Cáceres och regionen Extremadura, i den centrala delen av landet, 200 km väster om huvudstaden Madrid. Villar de Plasencia ligger 473 meter över havet och antalet invånare är 242.
Terrängen runt Villar de Plasencia är varierad, och sluttar västerut. Runt Villar de Plasencia är det mycket glesbefolkat, med 5 invånare per kvadratkilometer. Närmaste större samhälle är Plasencia, 12,9 km söder om Villar de Plasencia. 